# Petit Ours Brun
 (avril 2025).
Ne doit pas être confondu avec Petit Ours.
Pour les articles homonymes, voir Petit Ours Brun (homonymie).
Petit Ours Brun est une série de petites histoires illustrées pour enfants contant la vie d'un ourson brun entouré de ses parents. Elle paraît à partir de 1975 dans le magazine Pomme d'Api, et sous forme d'albums aux éditions Bayard. Elle est créée par Claude Lebrun et illustrée par Danièle Bour. Différents scénaristes ont succédé à sa créatrice, notamment Marie Aubinais.
La série a donné lieu à trois séries d'animation et une comédie musicale.

## Histoire
Le personnage de Petit Ours Brun est créé dans les années 1970 par Claude Lebrun, professeure de lettres au lycée Chateaubriand de Rennes, lassée de raconter à ses enfants des contes classiques. Elle contacte rapidement le magazine pour enfants Pomme d’Api et propose l’histoire d’un ourson qui prend de bonnes résolutions à l’occasion de son troisième anniversaire : s’habiller seul, mettre la table, aller au pot,. Les réactions positives de lecteurs ravis de cette histoire entraînent la pérennisation du personnage. Celui-ci est retravaillé par la rédaction avec des psychologues en se concentrant sur son intimité, une nouveauté à l’époque, alors dominée par les récits d’aventures et les personnages humoristiques. Claude Lebrun publie entre 1975 et le début des années 1980 une quarantaine de ces histoires, toutes illustrées par la dessinatrice Danièle Bour qui utilise un dessin épuré, coloré et aisément lisible pour le jeune enfant,. Dans les années 1980, la série est près d'être arrêtée. Néanmoins à compter de 1984, Marie Aubinais succède comme scénariste de Petit Ours Brun à Claude Lebrun qui reprend son métier de professeure.

## Analyse
Petit Ours Brun appartient à une littérature jeunesse d'inspiration chrétienne,. Les histoires sont courtes pour que les plus petits puissent les écouter facilement jusqu'au bout. Elles racontent des événements de la vie quotidienne et les affects d'un petit ours brun âgé de trois ans, auxquels l'enfant peut s'identifier,,,. Comme de nombreux autres héros pour enfants, il est masculin, enfant unique et vit dans une maison spacieuse avec jardin. L'ours vit « au sein d’une famille concentrant tous les stéréotypes du foyer traditionnel idéal »,. Le père, comme modèle humain, s’implique fortement et de manière diversifiée dans les tâches parentales, mais les situations montrent que ce rôle lui est moins naturel. La mère surveille son fils plutôt qu’elle ne joue avec lui et, d’une manière générale, semble à son service.

## Petit Ours Brun hors de la littérature
Plusieurs séries TV animent le personnage Petit Ours Brun. La première date de 1988 (100 épisodes), la seconde, nommée "Les aventures de Petit Ours Brun", de 2003 (52 épisodes), la troisième, nommée "Petit Ours Brun" ou "Petit Ours Brun 3D", de 2018 (52 épisodes).
La ferme opposition entre les genres, entre un espace extérieur masculin et un espace domestique féminin, ainsi qu'une vision de l'intime amoureux réduite sont pointés pour la seconde série,.
En 2007, Bayard demande à YouTube de retirer les vidéos de Petit Ours Brun que le site de partage diffuse sans autorisation. Sans réaction de Youtube, Bayard porte l’affaire en justice. En 2009, YouTube est condamné à verser 60 000 euros à Bayard Presse pour avoir diffusé sans autorisation Petit Ours Brun et avoir pris du temps à l’enlever.
Il existe une comédie musicale Petit Ours Brun créée en 2016, ainsi que de nombreux produits dérivés (des puzzles, vaisselle, draps, peluches…).